# Kō Yanagisawa
Kō Yanagisawa (japanisch 柳澤 亘 Yanagisawa Kō; * 28. Juni 1996 in Kashiwa) ist ein japanischer Fußballspieler.

## Karriere
Yanagisawa erlernte das Fußballspielen in der Schulmannschaft der Yachiyo Shoin High School und der Universitätsmannschaft der Juntendo University. Seinen ersten Vertrag unterschrieb er 2019 beim FC Gifu. Der Verein aus Gifu spielte in der zweithöchsten Liga des Landes, der J2 League. Am Ende der Saison 2019 stieg der Verein in die dritte Liga ab. Nach insgesamt 59 Zweit- und Drittligaspielen wechselte er im Januar 2021 zum Zweitligisten Mito Hollyhock. Für den Verein aus Mito stand er zwölfmal in der zweiten Liga auf dem Spielfeld. Im Juli 2021 wechselte er in die Erste Liga. Hier unterschrieb er einen Vertrag beim Gamba Osaka. Für Gamba bestritt er 31 Erstligaspiele. Im Januar 2024 wechselte er zum Zweitligisten Tokushima Vortis.